# Philander frenatus
Philander frenatus e вид опосум от семейство Didelphidae. Видът обитава Южна Америка в южна Бразилия до Парагвай и северна Аржентина. Космената покривка на гърба е тъмно сива, отстрани преминава в по светла и по корема става кремава и бяла. Космите на гърлото са сиви и разделени на две от кремава вертикална ивица по средата. Опашката е тъмно кафява или черна по цялата си дължина.